# Riveroinella
Riveroinella es un género de foraminífero planctónico de la familia Cassigerinellidae, de la superfamilia Hantkeninoidea y del orden Globigerinida. Su especie tipo es Riveroinella martinezpicoi. Su rango cronoestratigráfico abarca desde el Oligoceno hasta el Mioceno inferior.

## Descripción
Riveroinella incluía especies con conchas biconvexas comprimidas o lenticulares, de disposición biseriada pero a su vez enrollada trocospiraladamente, con trocospira baja (casi planiespiralada); sus cámaras eran ovoidales comprimidas o subrómbicas; sus suturas intercamerales eran incididas y curvadas; su contorno ecuatorial era lobulado; su periferia era subagudo; el ombligo era moderamente amplio y somero; su abertura principal era interiomarginal, ecuatorial extraumbilical, con forma de arco alto estrecho y alargado, y protegida por un labio o reborde grueso con margen serrado; presentaban pared calcítica hialina, fina- y densamente perforada con poros cilíndricos y superficie lisa.

## Discusión
Clasificaciones posteriores han incluido Riveroinella en la Superfamilia Heterohelicoidea y en el Orden Heterohelicida. Muchos autores han considerado Riveroinella un sinónimo subjetivo posterior de Cassigerinella. La principal diferencia de Riveroinella con respecto a Cassigerinella son sus cámaras más comprimidas, densidad de poros más alta y abertura de arco alto alargado como una ranura.

## Paleoecología
Riveroinella incluía especies con un modo de vida planctónico, de distribución latitudinal tropical-subtropical, y habitantes pelágicos de aguas superficiales (medio epipelágico).

## Clasificación
Cassigerinella incluye a la siguiente especie:
- Riveroinella martinezpicoi †